# Avantor
Avantor, Inc. ist ein amerikanisches Biotechnologie-, Chemie- und Pharmaunternehmen mit Hauptsitz in Radnor, Pennsylvania. Das Unternehmen wurde 1904 als J.T. Baker gegründet und änderte 2010 seinen Namen in Avantor.  Es ging 2019 an die Börse und ist an der New Yorker Börse unter dem Symbol „AVTR“ notiert.

## Geschichte
Die Geschichte des Unternehmens geht auf den Mai 1904 zurück, als John Townsend Baker (1860–1935) das Chemieunternehmen J.T. Baker Chemical Co. gründete, das auf die Herstellung chemisch reiner Reagenzien spezialisiert war. Das Unternehmen erlangte Anerkennung für seine „Baker Analyzed“-Etiketten, die detaillierte Analysen von Spurenverunreinigungen in seinen Produkten enthielten. Ab 1911 gab das Unternehmen die Zeitschrift „The Chemist-Analyst“ heraus, die für seine Produkte und seine Philosophie warb. Nach dem Tod von Baker im Jahr 1935 wurde das Unternehmen 1941 von der Vick Chemical Company übernommen. Während des Zweiten Weltkriegs erweiterte J.T. Baker seine Produktpalette um Penicillin, Pestizide und Chemikalien für Batterien und Munition. Nach dem Krieg diversifizierte das Unternehmen weiter in die Bereiche hochreine Lösungsmittel, Chromatographiesäulen und Ausrüstungen für die Entsorgung gefährlicher Abfälle. 1985 wurden J.T. Baker und seine Muttergesellschaft Richardson-Vicks an Procter & Gamble und 1995 an Mallinckrodt verkauft.
Im Jahr 2010 kaufte die Investmentgesellschaft New Mountain Capital die Mallinckrodt Baker Inc. auf, die daraufhin ihren Namen in Avantor änderte. Das Unternehmen erweiterte seinen internationalen Markt mit der Übernahme des indischen Lieferanten von Laborreagenzien RFCL und des polnischen Laborbedarfsunternehmens POCH im Jahr 2011.
Im Jahr 2016 fusionierte Avantor mit Nusil Technology. Im Jahr 2017 erwarb Avantor das Chemikalienmischunternehmen Puritan Products Inc. und das Laborbedarfsunternehmen VWR. Das fusionierte Unternehmen firmiert unter dem Namen Avantor, wobei VWR und vwr.com als Vertriebskanal beibehalten werden.
Im Mai 2019 ging Avantor mit einem Börsengang in Höhe von 3,8 Mrd. USD an die Börse, was dem Unternehmen eine Marktkapitalisierung von 7,62 Mrd. USD bescherte.
Im selben Jahr expandierte das Unternehmen mit der Eröffnung eines Innovationszentrums in Shanghai, das sich auf monoklonale Antikörper sowie Zell- und Gentherapie konzentriert, weiter nach Asien.
Im Jahr 2020 verdoppelte Avantor die Größe seines Innovationszentrums in Bridgewater, New Jersey, und erweiterte seine Forschungs- und Entwicklungskapazitäten sowie die Herstellung von Zell- und Gentherapiereagenzien.
Im Jahr 2020 begann Avantor mit der Bereitstellung von Dienstleistungen und Rohstoffen für Unternehmen, die Impfstoffe und andere Therapien zur Bekämpfung der COVID-19-Pandemie herstellen. Avantor stellte zusätzliche Mitarbeiter ein und legte zusätzliche Schichten ein, um die Kapazitäten für die Herstellung synthetischer Lipide zu erhöhen, die zu Nanopartikeln geformt werden, welche die mRNA in menschliche Zellen transportieren.
Im Juni 2021 erwarb Avantor das in China ansässige Unternehmen RIM Bio, einen Hersteller von Einweg-Bioprozessbeuteln und -baugruppen für biopharmazeutische Herstellungsanwendungen. Durch die Übernahme erhielt Avantor Zugang zum Werk von RIM in Changzhou, China, und damit zur ersten Einweg-Produktionsanlage von Avantor in der Region Afrika, Naher Osten, Asien (AMEA). Die Übernahme ist Teil einer größeren Expansion der Single-Use-Produktionsanlagen des Unternehmens, das seine Präsenz um 30 % ausbauen will.